# Tipula (Trichotipula) capistrano
Tipula (Trichotipula) capistrano is een tweevleugelige uit de familie langpootmuggen (Tipulidae). De soort komt voor in het Nearctisch gebied.